# پریش کالدول (لوئیزیانا)
کالدول پریش (به انگلیسی: Caldwell Parish) یک قصبه در ایالات متحده آمریکا است که در لوئیزیانا واقع شده‌است.

## خصوصیات
کالدول پریش ۱٬۴۰۱٫۱۹ کیلومترمربع مساحت دارد.

## نگارخانه

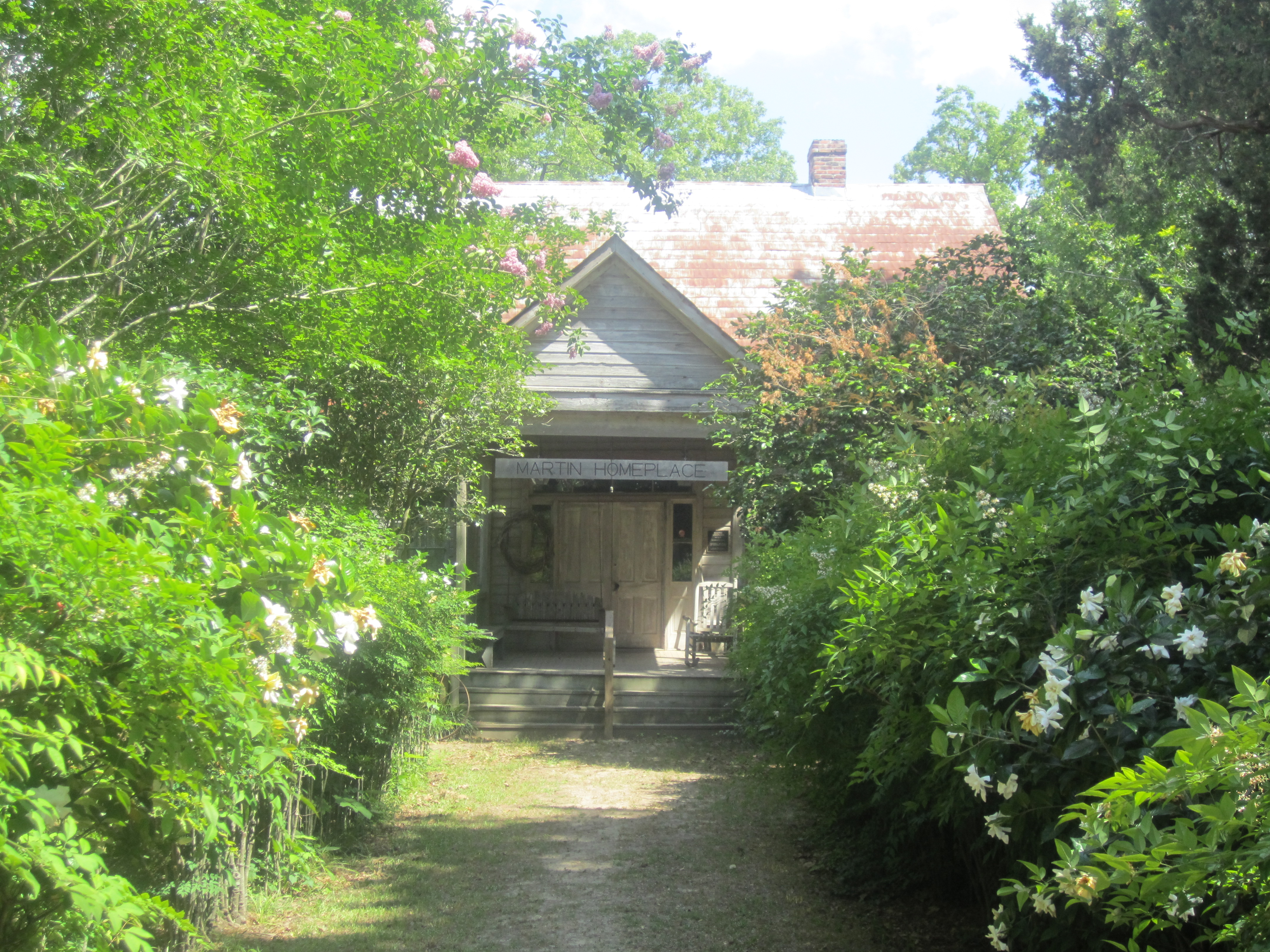
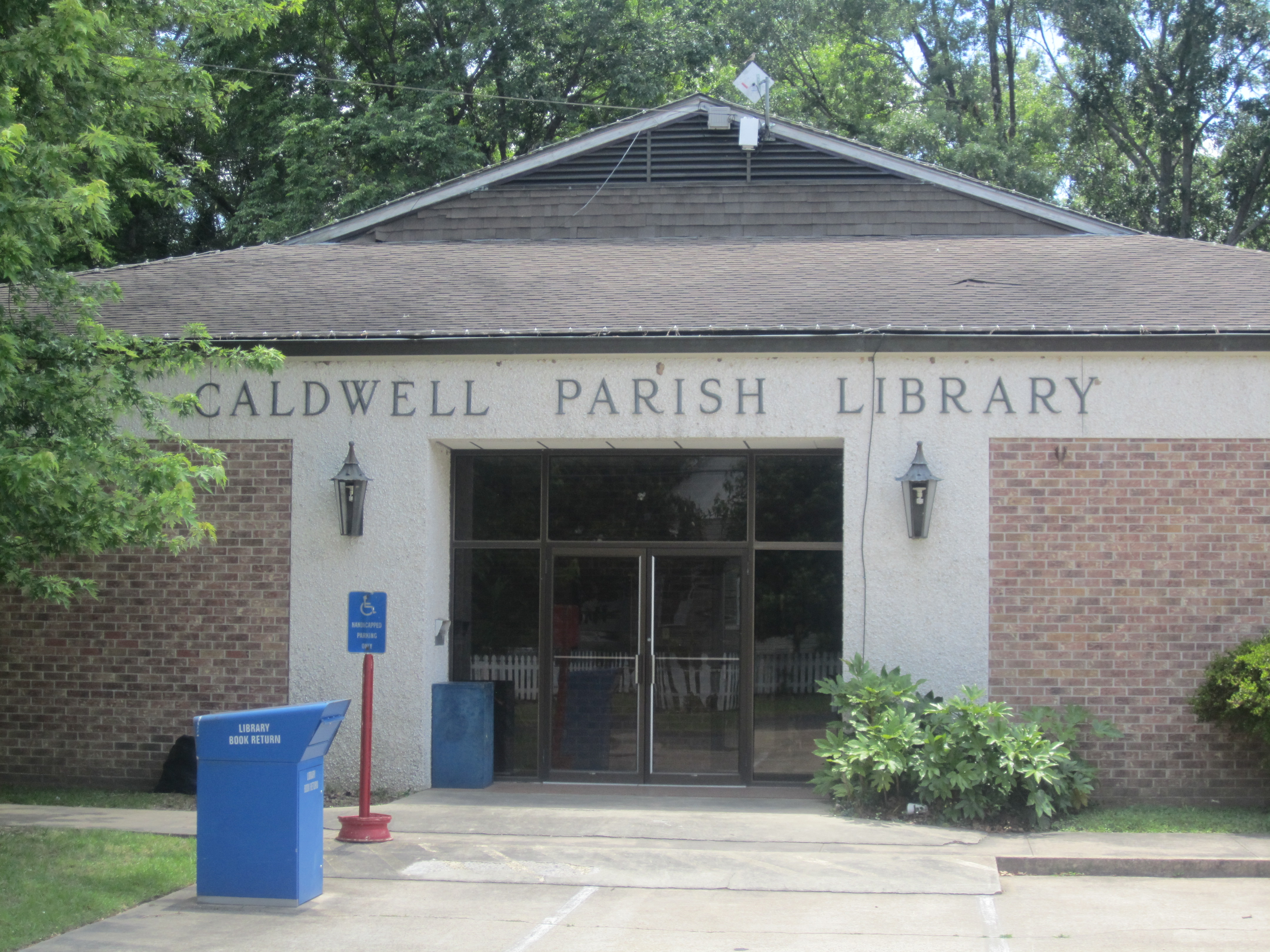
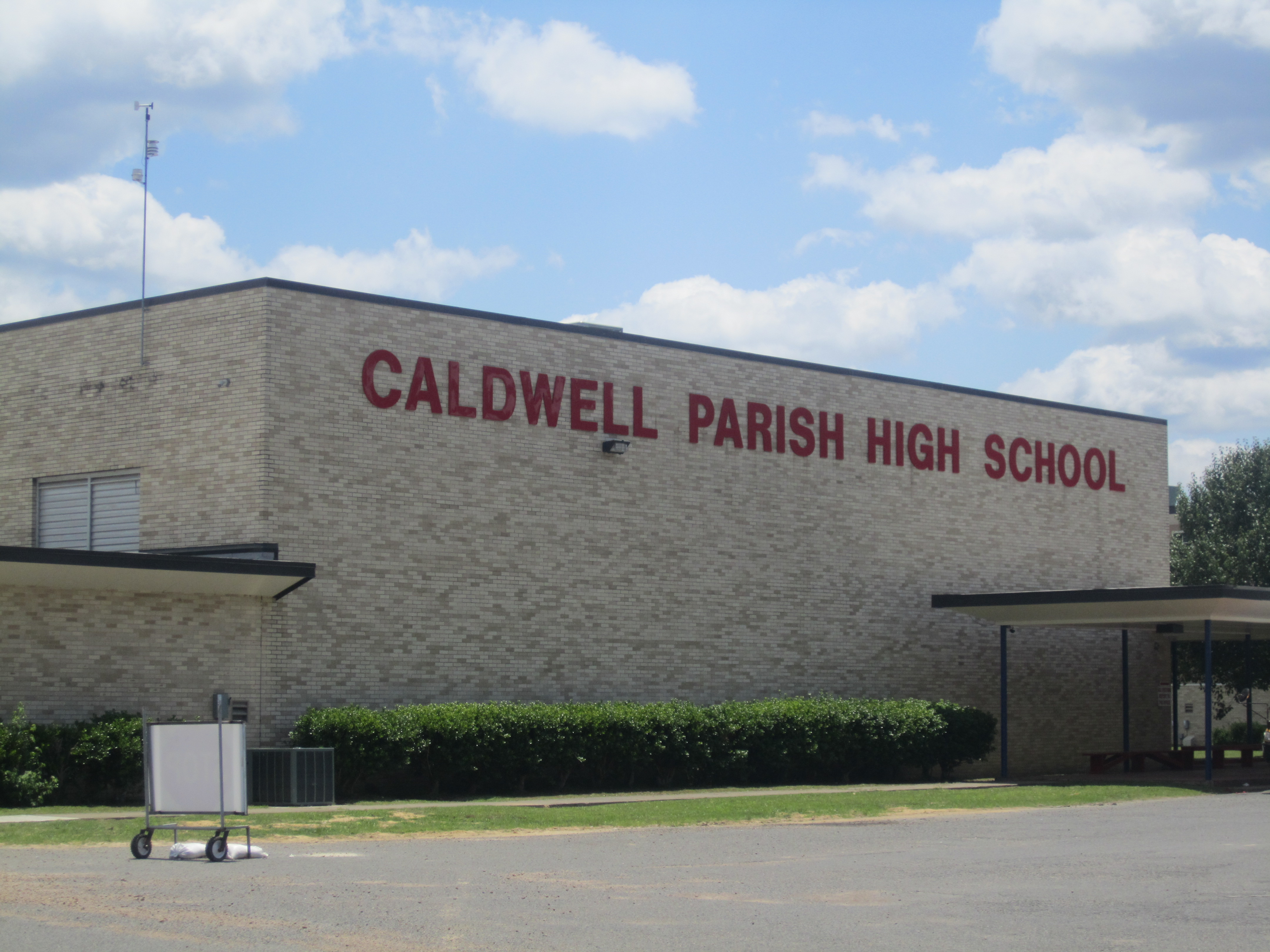
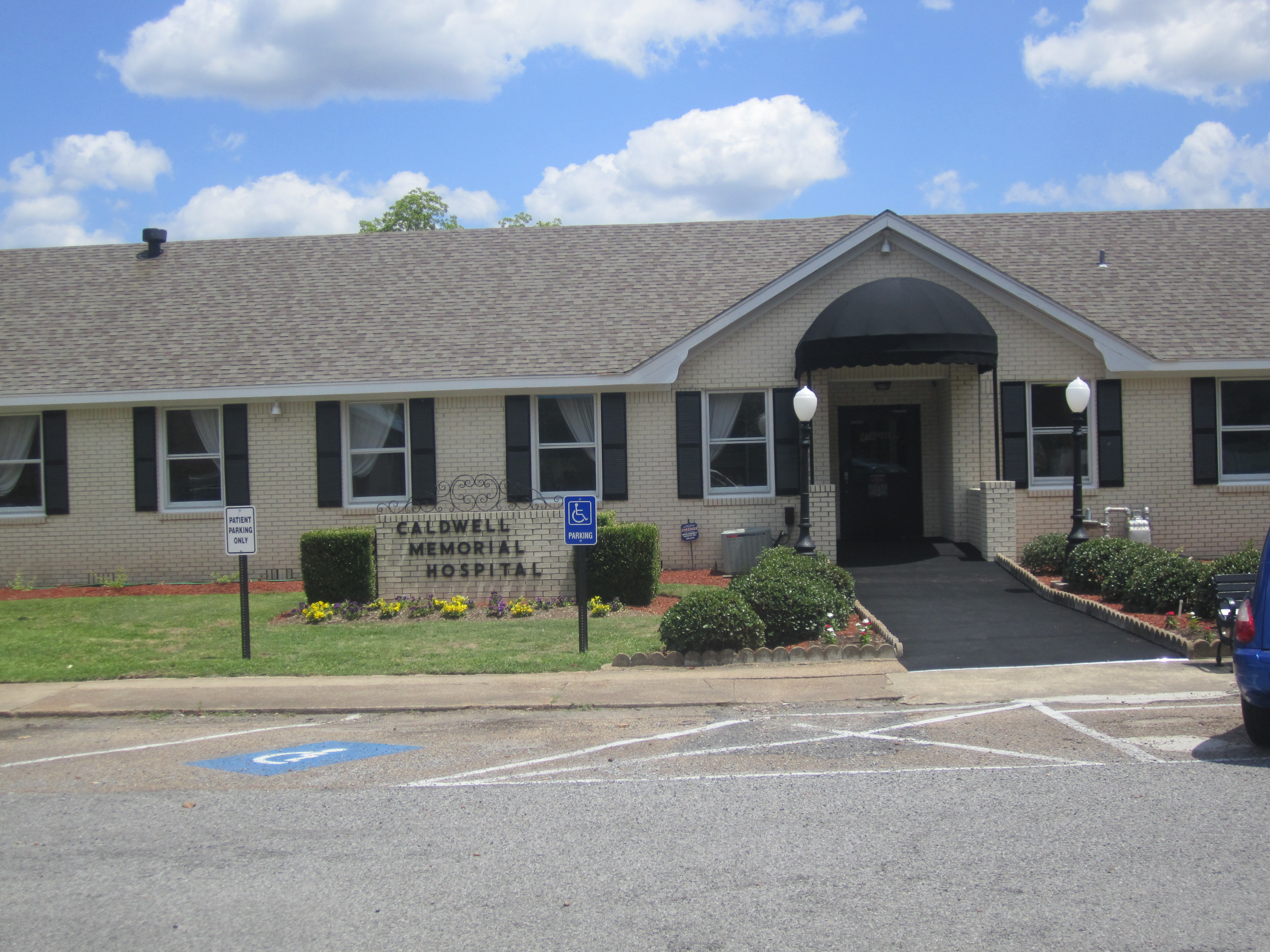
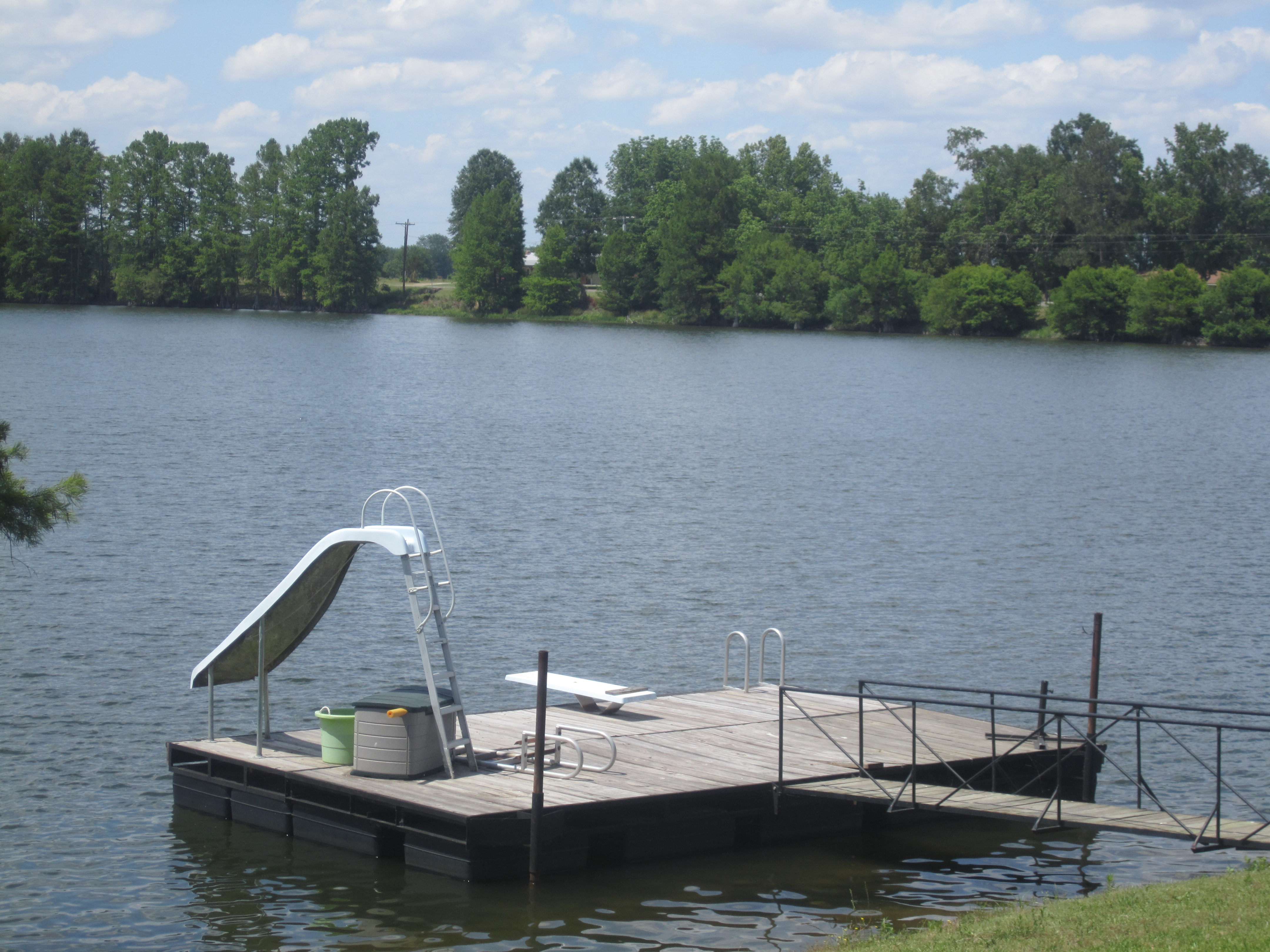